# Alexandre Dumoulin
Pour les articles homonymes, voir Dumoulin.

a Compétitions nationales et continentales officielles uniquement.

b Matchs officiels uniquement.
Dernière mise à jour le 21 décembre 2020.
 Alexandre Dumoulin, né le 24 août 1989 à Bourgoin-Jallieu, est un joueur international français de rugby à XV jouant au poste de centre, qui a effectué le principal de sa carrière dans le Racing Métro 92. Il a connu sa première sélection en équipe de France en 2014.

## Biographie
Formé à Bourgoin-Jallieu, il est repéré par l'entraîneur du Racing Métro 92 Pierre Berbizier. Toutefois, une blessure, rupture du tendon quadricipital, retarde son éclosion au plus haut niveau : après sa blessure, il termine la saison avec les espoirs. Après deux saisons où il ne joue que douze puis quatorze rencontres, sept titularisations lors de chaque saison, pour respectivement un et deux essais, il est proche d'être l'objet d'un prêt après la saison 2013-2014, mais refuse celui-ci.
Lors du début de la saison 2014-2015, il accède à une place de titulaire, au détriment de l'international gallois Jamie Roberts : après neuf journées de Top 14, il compte huit rencontres disputées, dont six en tant que titulaire, et deux essais marqués. Il marque également lors de la première rencontre de la Coupe d'Europe remportée face aux Northampton Saints. Il est sélectionné pour la première fois en équipe de France le 8 novembre 2014 contre les Fidji, à Marseille (victoire française, 40-15).
Il annonce le 30 janvier 2015 qu'il est le fils biologique de Marc Cécillon, ancien international français.
Bien que blessé, il est retenu par Philippe Saint-André pour le stage préparatoire au tournoi des Six Nations qui se déroule à Canet-en-Roussillon, le sélectionneur estimant alors que Dumoulin sera apte pour le début du tournoi. Mais lors de ce stage, il est touché à un tendon d'une jambe, ce qui le prive des premiers matchs du tournoi.
À partir de fin mars, il retrouve une place de titulaire au sein de son club, avec lequel il dispute le match de barrage de Top 14 face à l'autre club francilien, le Stade français. Lors de cette saison, il dispute finalement 18 rencontres de championnat, dont 15 titularisations, et inscrit trois essais. Il participe également en tant que remplaçant au quart de finale perdu face aux Saracens en coupe d'Europe, compétition où il dispute un total de trois rencontres et inscrit un essai, face à Northampton.
Bien que n'ayant joué aucun match lors du Tournoi, il figure dans le groupe des 36 joueurs retenus par Philippe Saint-André pour préparer la Coupe du monde. Il participe à deux des trois tests de cette préparation, titulaire lors du premier test face aux Anglais à Twickenham, puis remplaçant lors du dernier face aux Écossais au Stade de France. Il fait partie des quatre centres retenu dans la sélection finale pour la coupe du monde. Pour le premier match de la compétition, face à l'Italie, il est titulaire lors d'une victoire 32 à 10. Non retenu lors du match suivant, il est remplaçant lors du troisième match, face au Canada. Il est titulaire face au All Blacks en quarts de finale.
Il est dans la liste de Guy Novès pour préparer le Tournoi des Six Nations 2016, mais faute à une blessure au genou il déclare forfait. Il est remplacé par Maxime Mermoz. Il est ensuite de nouveau blessé, au visage lors du quart de finale victorieux de coupe d'Europe face au RC Toulon. Il participe à la finale perdue face aux Saracens, sur le score de 21 à 9, rencontre où il sort pour une blessure à la cheville. Malgré son absence en fin de saison, il remporte le championnat de France avec le Racing 92.
En 2018, il participe avec Montpellier à la finale du Top 14 au Stade de France perdue 29 à 13 face au Castres olympique.
En décembre 2018, la Section paloise annonce qu'Alexandre Dumoulin a signé un contrat de trois ans avec le club de 2019 à 2022. Après trois saisons, pendant lesquelles, malgré des blessures, il aura été titulaire 19 fois, le club annonce son départ en juin 2022,,.
En novembre 2022, sans club depuis son départ de Pau, il crée, en collaboration avec son agent historique, Jérémy Bouhy, une agence de représentation de joueurs après avoir validé en septembre 2022 une licence de management. Il prépare ainsi sa reconversion post rugby.

## Statistiques

### En équipe nationale
Alexandre Dumoulin compte huit sélections internationales en équipe de France, dont cinq en tant que titulaire,. Il a honoré la première de celles-ci le 8 novembre 2014 contre l'équipe des Fidji au Stade Vélodrome de Marseille.

#### Coupe du monde
| Édition         | Rang               | Résultats France | Résultats Dumoulin | Matchs Dumoulin |
| --------------- | ------------------ | ---------------- | ------------------ | --------------- |
| Angleterre 2015 | Quart de finaliste | 3 v, 0 n, 2 d    | 2 v, 0 n, 2 d      | 4/5             |

Légende : v = victoire ; n = match nul ; d = défaite.

## Palmarès
- CS Bourgoin-Jallieu
  - Finaliste du Challenge européen en 2009

- Racing 92
  - Finaliste de la Coupe d'Europe en 2016
  - Vainqueur du Championnat de France en 2016

- Montpellier HR
  - Finaliste du Championnat de France en 2018